# Heinrich XII. von Pappenheim
Marschall Heinrich XII. von Pappenheim (* 15. Jahrhundert; † 1511) war Reichspfleger von Donauwörth, sowie Land- und Stadtvogt von Augsburg. Ab 1496, nach dem Tod Sigmunds von Pappenheim, hatte er das Seniorat inne.

## Leben
Heinrich, ein Sohn des Heinrich XI. von Pappenheim und seiner Gemahlin Anna von Abensberg, wurde in Frankfurt 1486, anlässlich der Wahl und Krönung des späteren Kaisers Maximilian I., zum Ritter geschlagen. 1492 zog er mit dem Heer Kaiser Friedrichs III. nach Frankreich gegen Karl VIII., welcher die versprochene Braut, die Herzogin der Bretagne, für Maximilian I. in seiner Gewalt hatte. An diesem Zug nahmen auch seine Vettern Sigmund und Sebastian teil. Zusammen mit den Pappenheimer Marschällen Wilhelm, Alexander, Georg, Sebastian und Sigmund erhielt Heinrich 1497 vom römisch-deutschen König Maximilian I. den Blutbann. In diesem Zusammenhang wurde ihm die halbe Vogtei zu Eibelstadt als Lehen verliehen, ebenso ein ganzer Forstbezirk (Hut) auf dem Weißenburger Forst und in Kahldorf, wie auch Güter in Zusmarshausen. Kurfürst Friedrich III. von Sachsen bestätigte ihn im Erbmarschallamt. Die Ehe Heinrichs mit einer Adeligen von Hürnheim blieb kinderlos. Dadurch wurde sein Besitz nach seinem Tode 1511 auf seine Brüder Wilhelm und Alexander aufgeteilt.